# Scutiger jiulongensis
Scutiger jiulongensis, tiếng Anh thường gọi là Juilong Cat-eyed Toad, là một loài lưỡng cư thuộc họ Megophryidae.
Đây là loài đặc hữu của Trung Quốc.
Môi trường sống tự nhiên của chúng là vùng núi ẩm nhiệt đới hoặc cận nhiệt đới, sông ngòi, đầm nước, và đầm nước ngọt.